# Hausa
Hausa je ljudstvo iz severne Nigerije.

## Zgodovina ljudstva
Prvotno država Hausa, vključno z mestoma Kano in Zaria, je bila v 14. in 15. stoletju vazalna država sosednjega Bornuja na severovzhodu. V 14. stoletju so prispeli muslimanski misijonarji in v poznem 15. stoletju uvedli šeriatsko pravo in mistične sufijske obrede. 1513 so jih podjarmili Songaji, vladarji močnega trgovskega kraljestva od toku reke Niger.
V začetku 19. stoletja so Fulani, ki so vladali islamskemu cesarstvu v zahodni Afriki, sprožili vrsto svetih vojn, da bi očistili islam in prevzeli nadzor nad deželo. Naselili so se na tem območju in prevzeli kulturo in jezik Hausa. 